# Norma Heyman
Norma Heyman (* 1940 in Cheshire, England) ist eine britische Filmproduzentin. 
Ihr Debüt als Filmproduzentin gab sie 1983 mit dem Film Der Honorarkonsul, einer Literaturverfilmung nach einem Werk von Graham Greene. Vier Jahre später folgte mit Empire State – Die Nacht der Entscheidung ihr zweiter Film. Im Jahre 1988 produzierte sie den Film Buster, das Leinwanddebüt des Sängers Phil Collins. Im selben Jahr entstand das Filmdrama Gefährliche Liebschaften. Für diesen Film wurde Heyman gemeinsam mit Hank Moonjean 1989 für den Oscar nominiert. Außerdem produzierte sie den Film Brennendes Geheimnis mit unter anderem Klaus Maria Brandauer in der Hauptrolle, der hierfür mit dem Bayerischen Filmpreis ausgezeichnet wurde. 
Auch in den 1990er Jahren war Norma Heyman als Produzentin aktiv. Es entstanden unter ihrer Mitarbeit Filme wie … und der Himmel steht still (1993), Der Geheimagent (1996) und ebenfalls 1996 der Horrorfilm Mary Reilly. Im Jahre 2000 produzierte sie den von Paul McGuigan inszenierten Film Gangster No. 1. 2004 wurde sie bei den British Independent Film Awards mit dem Special Jury Prize ausgezeichnet, im Jahr darauf erhielt sie bei den London Critics’ Circle Film Awards den 25th Silver Anniversary Award. Im selben Jahr entstand mit Lady Henderson präsentiert ihr bis dato letzter Film als Produzentin. Erst 2013 trat sie mit The Thirteenth Tale erneut in Erscheinung. 